# Elliott megye
Elliott megye az Amerikai Egyesült Államokban, azon belül Kentucky államban található. Megyeszékhelye és legnagyobb városa Sandy Hook. Lakosainak száma 7354 fő (2020. április 1.). Elliott megye Carter, Lawrence, Morgan és Rowan megyékkel határos.

## Népesség
A megye népességének változása:
| Lakosok száma | 7885 | 7919 | 7751 | 7637 | 7648 | 7354 |
|               | 2010 | 2011 | 2012 | 2013 | 2015 | 2020 |